# Johan Johansson i Hornsberg
Johan Peter Johansson (i riksdagen kallad Johansson i Hornsberg), född 18 december 1874 i Överkalix, död 16 december 1940 i Frösö, var en svensk lärare och politiker (liberal).
Johan Johansson, som var son till en backstugusittare, avlade folkskollärarexamen i Härnösand 1898 och var därefter folkskollärare i Hornsberg i Frösö och senare överlärare. Han var också ordförande i Frösö municipalstyrelse.
Han var riksdagsledamot i första kammaren 1919–1932, fram till 1921 för Jämtlands läns valkrets därefter för Västernorrlands läns och Jämtlands läns valkrets. I riksdagen tillhörde han Frisinnade landsföreningens partigrupp Liberala samlingspartiet, efter partisplittringen 1923 ersatt av Frisinnade folkpartiet. Han var bland annat ordförande i första kammarens första tillfälliga utskott 1927–1930, och var särskilt engagerad i skolpolitik..